# Draeculacephala clypeata
Draeculacephala clypeata är en insektsart som beskrevs av Henry Fairfield Osborn 1926. Draeculacephala clypeata ingår i släktet Draeculacephala och familjen dvärgstritar. Inga underarter finns listade i Catalogue of Life.